# Ficus leptoclada
Ficus leptoclada là một loài thực vật có hoa trong họ Moraceae. Loài này được Benth. mô tả khoa học đầu tiên năm 1873.